# Petaurus
Petaurus es un género de marsupiales diprotodontos de la familia Petauridae conocidos vulgarmente como petauros o falangeros planeadores menores. Se encuentran en Australia, Nueva Guinea e islas adyacentes.

## Especies
Se han descrito las siguientes especies:
- Petaurus abidi
- Petaurus australis
- Petaurus biacensis
- Petaurus breviceps
- Petaurus gracilis
- Petaurus norfolcensis